# Delayed Reaction
Delayed Reaction è il decimo album discografico del gruppo musicale statunitense Soul Asylum, pubblicato nel 2012.

## Tracce
Testi e musiche di Dave Pirner.
1. Gravity – 4:32
2. Into the Light – 3:58
3. The Streets – 2:49
4. By the Way – 3:21
5. Pipe Dream – 2:45
6. Let's All Kill Each Other – 2:40
7. Cruel Intentions – 3:54
8. The Juice – 3:38
9. Take Manhattan – 2:55
10. I Should've Stayed in Bed – 5:10